# Атака Килпатрика под Геттисбергом
Атака Килпатрика под Геттисбергом — атака федеральной дивизии Джадсона Килпатрика позиций Северовирджинской армии 3 июля 1863 года во время сражения при Геттисберге. В английской литературе упоминается как South Cavalry Field. Атака произошла на третий день сражения, сразу после катастрофичной для Юга атаки Пикетта. Несмотря на возражения подчиненных, Килпатрик послал свою дивизию в атаку на сильные позиции пехоты противника, что привело к тяжелым потерям и гибели генерала Фарнсворта. После этой атаки Килпатрик получил прозвище «Убийца кавалерии» (Kill-Cavalry).

## Предыстория
Во время Гетисбергской кампании кавалерийская дивизия Килпатрика преследовала кавалерию генерала Стюарта и прибыла под Геттисберг 2 июля. Вечером Альфред Плезантон приказал Килпатрику переместиться к селу Две Таверны. Дивизия пришла в поселок на рассвете 3 июля, успела проспать три часа и приготовить завтрак.
В 08:00 3 июля Альфред Плезантон приказал Килпатрику атаковать правый фланг противника. Он так же приказал резервной кавалерийской бригаде Уэсли Мерритта из дивизии Бьюфорда присоединиться к дивизии Килпатрика к югу от горы Раунд-Топ. Однако затем пришел новый приказ — Плезантон велел отправить на правый фланг бригаду Джорджа Кастера, который запрашивал подкреплений. Килпатрик нехотя подчинился и остался с двумя бригадами: Мерритта и Элона Фарнсворта, в целом около 3200 человек. (При том, что бригада Мерритта была ещё на подходе.)
До сих пор неизвестно, что именно задумал Плезантон и проводил ли он какую-либо разведку местности. Существуют предположения, что это была часть плана Мида по общей контратаки противника после отражения атаки Пикетта.
Бригада Фарнсворта, численностью около 1925 человек прибыла на исходную позицию примерно в 13:00, как раз когда началась артиллерийская дуэль перед атакой Пикетта. Бригада заняла позиции к югу от фермы Башмана. Она состояла, слева направо, из полков: 18-го пенсильванского, 1-го западновирджинского и 1-го вермонтского. Батарея Е 4-го полка (несколько трехдюймовок под командованием лейтенанта Сэмюэля Элдера) заняла небольшой холм в тылу под прикрытием 5-го нью-йоркского полка. Примерно в 15:30 подошла бригада Мерритта и встала левее Фарнсворта. Мерритт отправил свой 6-й кавполк к Фэрфилду, и теперь у него было всего два полка, примерно 1300 человек. В его распоряжении была также батарея из шести трехдюймовок капитана Уильяма Грехама.
В это время началась собственно атака Пикетта, и Килпатрик решил немедленно атаковать.
Непосредственно перед фронтом Килпатрика находился 1-й техасский полк из «техасской бригады», которую Эвандер Лоу отправил на фланг, когда заметил перемещения вражеской кавалерии. Чуть позже Лоу отправил туда же 47-й алабамкий полк, который растянулся цепью по равнине. Западнее Эммитсбергской дороги стояла джорджианская дивизия Джорджа Андерсона, которая приходила в себя после тяжелых потерь в боях 2 июля за Берлогу Дьявола. Позже подошел отряд южнокаролинской кавалерии и присоединился к алабамцам. В час дня, заметив приближение северян, конфедераты отошли немного на север.

## Силы сторон
Третья дивизия бригадного генерала Джадсона Килпатрика на момент атаки состояла из бригады Фарнсворта и приданной бригады Меритта.

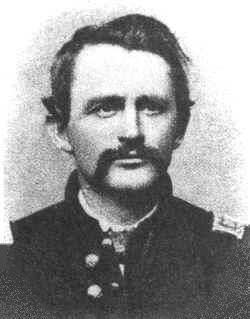
Элон Фарнсворт

Бригада Элона Фарсворта состояла из четырёх полков:
- 5-го ньюйоркского под командованием майора Джона Хаммонда
- 18-го пенсильванского под командованием подполковника Уильяма Брайтона
- 1-го Вермонтского под командованием полковника Эддисона Престона
- 1-го западновирджинского под командованием Натаниэля Ричмонда (позже — Чарльза Кэперхэрта)

Бригада Уэсли Мерритта состояла из пяти полков, из которых только четыре присутствовали на поле боя:
- 6-й пенсильванский под командованием майора Джеймса Хесельтайна
- 1-й кавполк США: капитан Ричард Лорд
- 2-й кавполк США: капитан Теофилиус Роденбоу.
- 5-й кавполк США: капитан Джулиус Мэсон
- 6-й кавполк США, находился в Фэрфилде.

Силы Конфедерации труднее поддаются подсчету. На крайнем правом фланге армии Юга находилась алабамская бригада Эвандера Лоу, которой теперь командовал Джеймс Шеффилд. Она состояла из 4-го, 15-го, 44-го, 47-го и 48-го алабамских полков, из которых 47-й полк был развернут в цепь. Западнее алабамцев Лоу поставил техасскую бригаду, из которой как минимум 1-й техасский полк был активно задействован в бою.
Западнее эммитсбергской дороги стояла джорджианская бригада Андерсона: 7-й, 8-й, 9-й, 11-й и 59-й полки.

## Атака

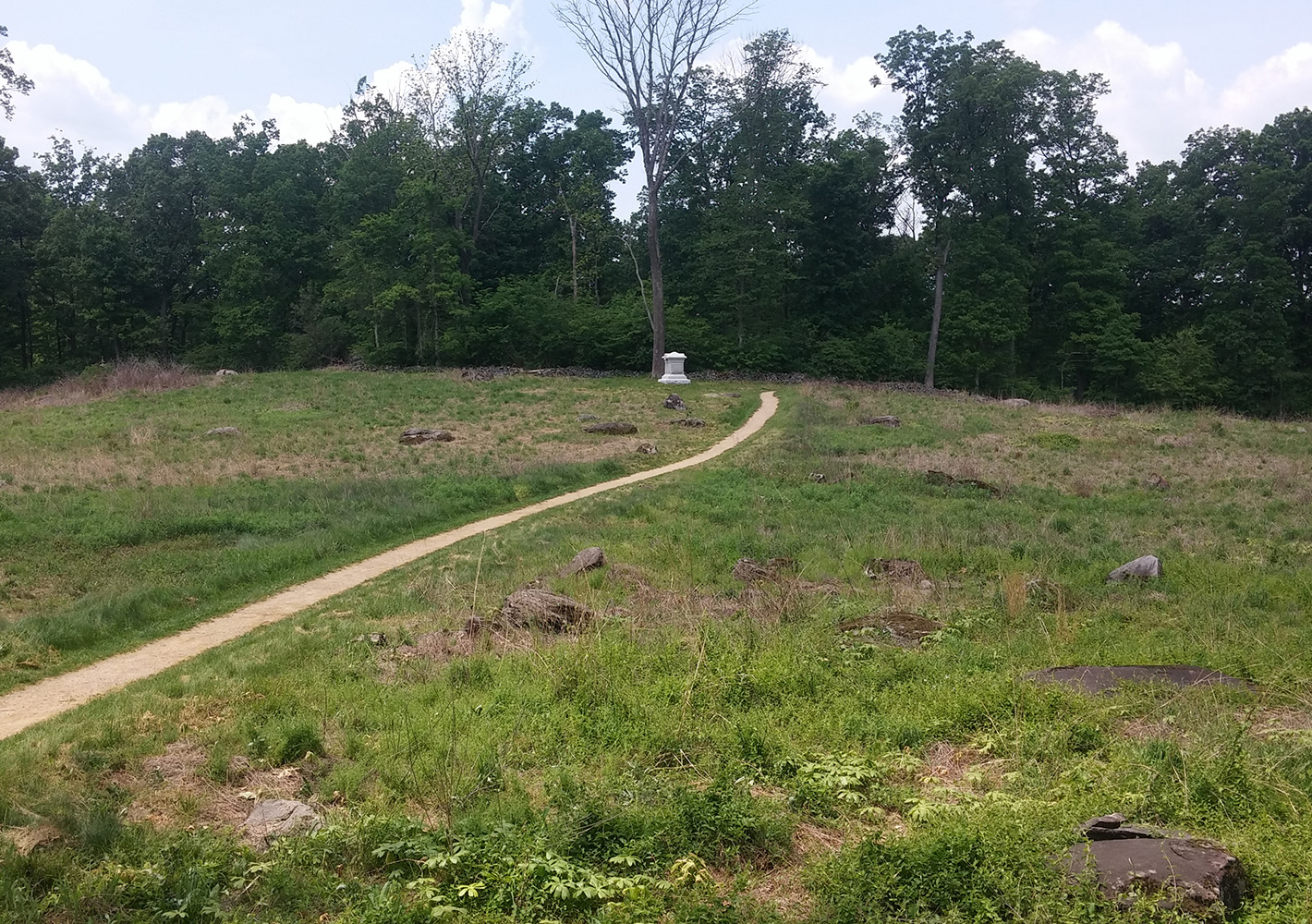
«Верхнее поле» и монумент на месте гибели Фарнсворта.

Молодой Килпатрик (ему было 27) ещё не имел опыта в управлении кавалерией, что он и продемонстрировал, устроив разрозненные атаки укрепленных позиций противника. Первым начал Мерритт западнее Эммитсбергской дороги, отправив в бой спешенный 6-й пенсильванский полк. Позиции перед их фронтом занимали джорджианские полки генерала Джорджа Андерсона, 7-й, 8-й, 9-й, 11-й и 59-й, которые легко отбили эту атаку.
Увидев, что атака в пешем строю не удаётся, Килпатрик приказал атаковать верхом. Фарнсворт был несколько удивлен приказом провести такую атаку. Противник размещался за каменной стеной, имевшей сверху дополнительное деревянное ограждение, так что кавалеристам пришлось бы спешиваться под огнём и разбирать эту ограду. Сама местность была неровная, волнистая, покрытая кустарником, валунами и изгородями, что делало её труднопроходимой для кавалерии. Фарнсворт никогда ранее не руководил соединениями крупнее полка, но его боевого опыта было достаточно, чтобы понять самоубийственность такой атаки.
Неизвестны подробности разговора Килпатрика и Фарнсворта, и трудно сказать, какими именно аргументами тот убеждал Фарнсворта. Капитан Парсонс из 1-го вермонтского полка упоминает такой диалог:

«Итак, вы отказываетесь подчиняться моим приказам? Если вы боитесь возглавить эту атаку, то её возглавлю я сам», — ответил Килпатрик. Поднявшись на стременах, Фарнсворт сказал: «Возьмите свои слова назад!» Килпатрик вызывающе поднялся в седле, но ответил: «Я не это имел в виду. Забудьте».— 

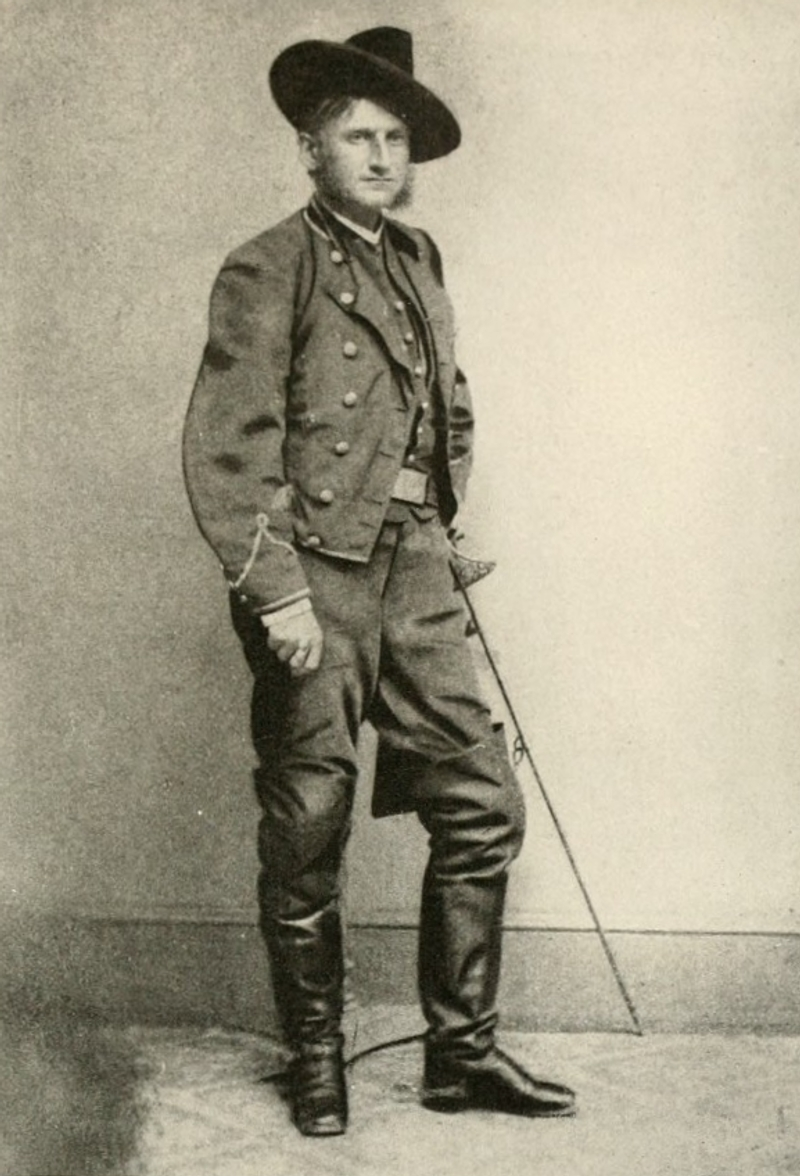
Джадсон Килпатрик

Считается, что Фарнсворт ответил: «Генерал, если вы прикажете атаковать, я пойду, но на вас будет вся ответственность».

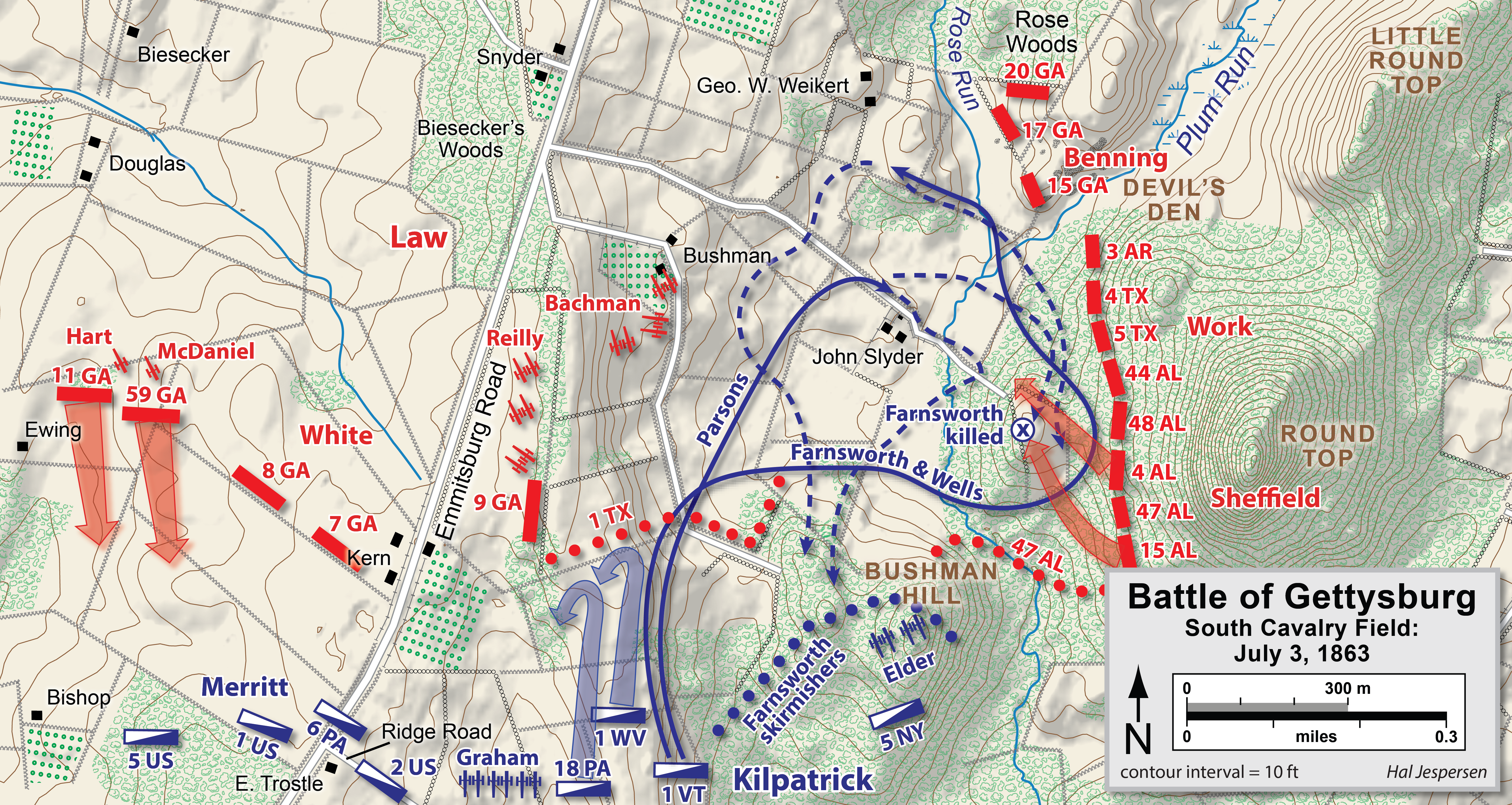
Атака федеральной кавалерии

В первой линии атаки пошел 1-й западновирджинский полк под командованием полковника Натаниэля Ричмонда. Огонь расстроил их ряды, но им удалось перебраться через стену и атаковать позиции 1-го техасского полка. Завязался бой с применением сабель, винтовок и даже камней, но атакующие были отброшены. Атакующие потеряли 98 человек из 400. Во второй линии атаки шел 18-й Пенсильванский при поддержки рот 5-го Нью-Йоркского. У каменной стены их встретило примерно две сотни техасцев, хотя участник атаки, лейтенант Генри Поттер потом писал: «Мятежники появлялись перед нами тысячами. Казалось, что они появляются из-под земли, как пчелы.» Попав под ружейный залп, полк остановился и повернул обратно, потеряв 20 человек.
Настала очередь 1-го вермонтского полка. Фарнсворт разделил 400 кавалеристов на три батальона по четыре роты, поручив батальоны полковнику Эддисону Престону, майору Уильяму Уэллсу и капитану Генри Парсонсу. Батальон Парсонса атаковал первым, пройдя мимо техасцев и повернув к ферме Джона Слидера. Эвандер Лоу сразу отправил три полка джорджианцев (9-й, 11-й и 59-й) на помощь техасцам. Штабной офицер встретил 4-й Алабамский пехотный полк, который тоже присоединился к атаке. Один алабамский лейтенант воскликнул: «Кавалерия, парни, кавалерия! Это не бой, а развлечение, задайте им!»
Все три батальона были обращены в бегство с тяжелыми потерями. Последний батальон, при котором находились Уэлс и Фарнсворт, повернул в сторону горы Биг-Раунд-Топ, прошел под огнём линии 15-го Алабамского полка (по другим данным — 4-го). Затем повернул на запад, попал под огонь 9-го Джорджианского полка и прорвался назад сквозь стрелковую цепь техасцев. Отряд Фарнсворта сократился до 10 человек, вскоре он сам получил пять попаданий в грудь, живот и ногу, и упал с лошади. Всего вермонтский полк потерял 65 человек за эту атаку.

## Последствия
Плохо продуманная и ещё хуже исполненная атака Килпатрика стала чёрным днем в истории американской кавалерии, и одновременно последним кровопролитным столкновением сражения при Геттисберге. После сражения Килпатрик получил прозвище «убийца кавалерии», однако никаких официальных мер против него предпринято не было. Более того, Плезантон в своем рапорте высоко оценил действия Килпатрика:

Генерал Килпатрик хорошо проявил себя с Первой Бригадой под командованием генерала Фарнсворта, атакуя пехоту противника и, при поддержке бригады Мерритта и при содействии их батарей вынудил их выделить часть своих сил от основной атаки влево к нашей линии. Это была одна и тех выдающихся атак, в которых пал благородный и храбрый генерал Фарнсворт, который героически вел свою бригаду на пехоту противника.
Оригинальный текст (англ.)– General Kilpatrick did valuable service with the First Brigade, under General Farnsworth, in charging the enemy's infantry, and, with the assistance of Merritt's brigade and the good execution of their united batteries, caused him to detach largely from his main attack on the left of our line. It was in one of these brilliant engagements that the noble and gallant Farnsworth fell, heroically leading a charge of his brigade against the rebel infantry. 
— Рапорт Плезантона
Генерал-майор Грегг тоже позитивно оценил произошедшее:

…3-го числа одна из его бригад, под руководством генерала Фарнсворта, храбро атаковала пехоту противника, даже до самых его укреплений, и защитила наш фланг от возможных атак при поддержке регулярной кавалерии генерала Мерритта.
Оригинальный текст (англ.)– ...on the 3d, one of his brigades, led by General Farnsworth, gallantly charged the enemy's infantry, even to his line of defenses, and protected that flank from any attack, with the assistance of General Merritt's regular brigade. 
— Рапорт Грегга
В 1891 году Уильям Уэллс получил Медаль Почета за этот бой.
Самоубийственную атаку Килпатрика иногда сравнивают со знаменитой атакой легкой бригады Кардигана в сражении при Балаклаве в 1854 году.